# Palež
 Ovo je glavno značenje pojma Palež. Za naselje u općini Žabljak, Crna Gora pogledajte Palež (Žabljak, Crna Gora).
Palež predstavlja namjerno izazivanje požara, bilo da je riječ o građevinama ili prirodnim (divljim) površinama. Za osobe koje čine palež rabi se izraz potpaljivači ili palikuće.
Motivi za palež mogu biti u rasponu od patološke sklonosti prema vatri (piromanija), preko stjecanja materijalne dobiti (kroz naplatu osiguranja ili jeftino kupovanje nekretnina obezvrijeđenih požarom), nastojanja da se uništavanjem imovine s nekog područja otjeraju odnosno teroriziraju pojedinci i grupe koje potpaljivač smatra "neprihvatljivim" odnosno prikrivanja dokaza o kriminalnim aktivnostima (pljačke, ubojstva i sl.). 
Većina kaznenih zakonodavstava palež smatra kaznenim djelom za koje su previđene teške kazne.